# Joan Horrach
Horrach  Rippoll est un nom espagnol. Le premier nom de famille, en général paternel, est Horrach ; le second, en général maternel, souvent omis, est Rippoll.
Joan Horrach Rippoll est un ancien coureur cycliste espagnol né le 27 mars 1974 à Deià sur l'île de Majorque. Passé professionnel en 2000 dans l'équipe portugaise Maia-MSS, il a fait partie de l'équipe Katusha de 2009 à 2012. Sa principale victoire est une étape du Tour d'Italie 2006,. Il a terminé à la deuxième place de plusieurs courses par étapes (Tour des Asturies, Tour du Portugal, Tour de Castille-et-León). Il est par la suite directeur sportif de l'équipe Madison Genesis.

## Palmarès
- 1998
  - 1re étape du Tour de Lérida[3]
  - 5e étape du Tour de Palencia[3]
  - 2e du championnat des îles Baléares
  - 3e du Memorial Valenciaga
- 1999
  - 2e étape du Tour d'Ávila
  - 1re étape du Tour de Castellón
  - 2e du Tour de Tenerife
- 2000
  - 2e étape du Grande Prémio Alto Douro
  - 2e étape du Grande Prémio Sport Noticías
- 2001
  - Grande Prémio Jornal de Notícias :
    - Classement général
    - 4e étape

  - 4e étape du Tour des Asturies
  - 2e du Tour des Asturies
- 2002
  - 5e et 11e étapes du Tour du Portugal
  - 2e du Tour du Portugal
  - 2e du Tour de Castille-et-León
  - 2e du GP Mosqueteiros - Rota do Marques
- 2003
  - 2e étape du Trophée Joaquim Agostinho
  - 3e du Grand Prix international Mitsubishi MR Cortez
- 2006
  - 12e étape du Tour d'Italie
- 2010
  - 3e étape du Tour de Burgos (contre-la-montre par équipes)
  - 2e du Trofeo Deià
- 2022
  -  Champion du monde de gravel masters (45-50 ans)[4]

## Résultats sur les grands tours

### Tour de France
2 participations
- 2009 : 74e
- 2012 : 119e

### Tour d'Italie
6 participations
- 2005 : 37e
- 2006 : 36e, vainqueur de la 12e étape
- 2007 : non-partant (5e étape)
- 2008 : 81e
- 2010 : 54e
- 2011 : 53e

### Tour d'Espagne
8 participations
- 2002 : 33e
- 2003 : 28e
- 2004 : 24e
- 2005 : 26e
- 2006 : 79e
- 2007 : 29e
- 2010 : 74e
- 2011 : 67e